# Sandava scitisignata
Sandava scitisignata là một loài bướm đêm trong họ Erebidae.

## Hình ảnh

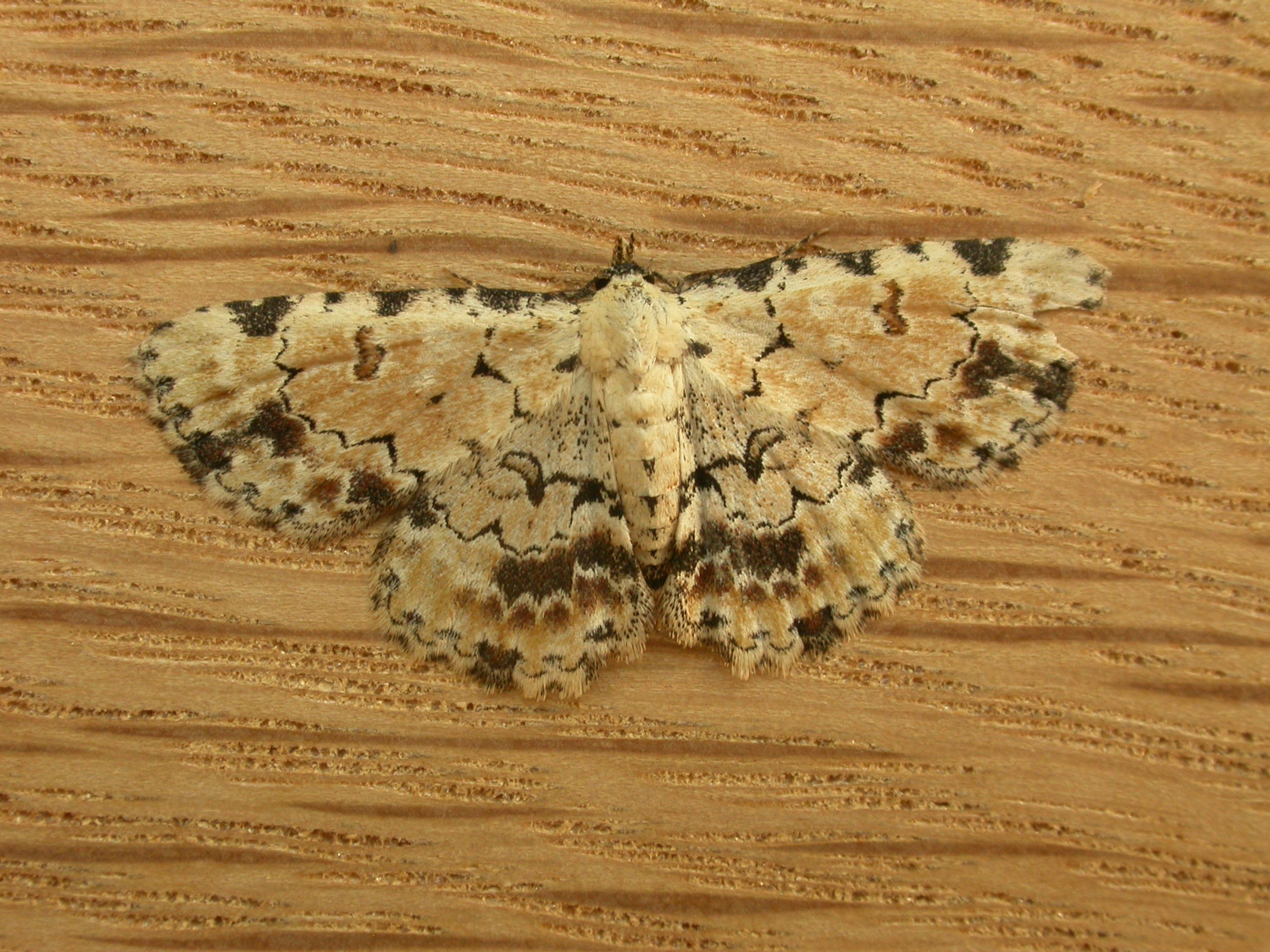